# Еониум
Еониумът (Aeonium) е род от около 35 вида сукуленти, субтропични растения от семейство Дебелецови (Crassulaceae). Много видове са популярни в градинарството. Докато повечето от тях са родом от Канарските острови, някои се срещат в Мадейра, Мароко и в Източна Африка.

## Етимология
Името на рода идва от древногръцкия „αιώνιος“ (чете си „айониос“) – „неостаряващ“.

## Разпространение
Повечето еониуми са от Канарските острови, но някои са от Мадейра, Мароко и Източна Африка (Етиопия, Сомалия, Уганда, Танзания и Кения) и Йемен.
Някои видове са въведени в Калифорния.

## Селектирани видове
- Aeonium aizoon
- Aeonium appendiculatum
- Aeonium arboreum
- Aeonium aureum
- Aeonium balsamiferum
- Aeonium canariense
- Aeonium castello-paivae
- Aeonium ciliatum
- Aeonium cuneatum
- Aeonium davidbramwellii
- Aeonium decorum
- Aeonium glandulosum
- Aeonium glutinosum
- Aeonium gomerense
- Aeonium gorgoneum
- Aeonium goochiae
- Aeonium haworthii
- Aeonium hierrense
- Aeonium leucoblepharum
- Aeonium lindleyi
- Aeonium nobile
- Aeonium sedifolium
- Aeonium simsii
- Aeonium smithii
- Aeonium spathulatum
- Aeonium tabuliforme
- Aeonium undulatum – saucer plant
- Aeonium urbicum
- Aeonium valverdense

## Галерия
- Aeonium tabuliforme
- Aeonium tabuliforme
- Aeonium arboreum 'Atropurpureum'
- Aeonium aureum
- Aeonium castello-paivae
- Aeonium decorum
- Aeonium lindleyi
- Aeonium nobile
- Aeonium simsii
- Aeonium tabuliforme
- Aeonium tabuliforme × arboreum 'Zwartkop'
- Aeonium undulatum
- Aeonium valverdense